# Hippolyte commensalis
Hippolyte commensalis is een garnalensoort uit de familie van de Hippolytidae. De wetenschappelijke naam van de soort werd voor het eerst geldig gepubliceerd in 1925 door Kemp.